# Yvon Duhamel
Yvon Duhamel (Montréal, 17 ottobre 1939 – Montréal, 17 agosto 2021) è stato un pilota motociclistico canadese.

## Carriera
Talento precoce (acquistò la sua prima moto, una Triumph 500, a quindici anni), Duhamel fece il suo esordio nel dirt track diciottenne, per poi correre anche su pista a partire dal 1959, e a metà anni sessanta il pilota canadese era una presenza abituale sui circuiti statunitensi.
Nella stagione 1967 fu ingaggiato dal team di Fred Deeley per correre a Daytona in occasione della 200 Miglia: finirà ottavo la gara "Lightweight" riservata alle classe 250 con una Yamaha. In quello stesso anno fece il suo debutto nel Motomondiale, arrivando quarto al GP del Canada, sempre con una Yamaha 250.
Nel biennio 1968-1969 Duhamel corse ancora con il team Deeley, ottenendo buoni risultati, che lo consacrarono come uno dei migliori piloti nordamericani: a Daytona vinse la gara "Lightweight" in entrambi gli anni, mentre alla "200 Miglia" fu secondo nel 1968 e in pole position nel 1969.
Nel 1971 fu ingaggiato dalla Kawasaki come pilota ufficiale: in questa veste ottenne sul circuito di Talladega la prima vittoria nel campionato AMA per la Casa nipponica. Sino al 1973 Duhamel vinse cinque gare, diventando il più vittorioso tra i piloti Kawasaki. Nel 1973 fu coinvolto nei tentativi di record a Daytona delle Kawasaki 900 Z1 preparate Yoshimura, riuscendo a toccare i 280 km/h.
A metà anni settanta "Flying Frog" (il suo soprannome, dovuto al fatto di correre per le "verdi" Kawasaki) ottenne buoni risultati in Europa: quinto al GP d'Olanda 1975 in 250 e terzo al Bol d'Or 1975, oltre ad alcuni piazzamenti in Formula 750. Sul finire del decennio Duhamel iniziò a diradare i suoi impegni agonistici, supportando la carriera dei figli Miguel e Mario, con i quali corse il Bol d'Or 1988. A metà anni novanta corse il monomarca Harley-Davidson Sportster, dimostrandosi ancora piuttosto competitivo.
Dal 1999 è iscritto nella Motorcycle Hall of Fame. Duhamel vanta nel suo palmarès anche il titolo di campione del mondo di motoslitte nel 1970.

## Risultati nel motomondiale

### Classe 250
| 1967 | Classe | Moto   |  |   |   |  |   |   |   |   |   |   |   |   |   | Punti | Pos. |
| ---- | ------ | ------ |  | - | - |  | - | - | - | - | - | - | - | - | - | ----- | ---- |
| 1967 | 250    | Yamaha |  | - | - |  | - | - | - | - | - | - | - | 4 | - | 3     | 14º  |

| 1975 | Classe | Moto     |   |   |    |   |   |  |   |   |   |   |   |   |  | Punti | Pos. |
| ---- | ------ | -------- | - | - | -- | - | - |  | - | - | - | - | - | - |  | ----- | ---- |
| 1975 | 250    | Kawasaki | - | - | NE | - | - |  | 5 | - | - | - | - | - |  | 6     | 24º  |

| Legenda | 1º posto        | 2º posto            | 3º posto            | A punti      | Senza punti        | Grassetto – Pole position Corsivo – Giro più veloce |
| Legenda | Gara non valida | Non qual./Non part. | Ritirato/Non class. | Squalificato | '-' Dato non disp. | Grassetto – Pole position Corsivo – Giro più veloce |

### Classe 500
| 1967 | Classe | Moto      |  |  |  |  |  |  |  |  |  |  |  |     |  | Punti | Pos. |
| ---- | ------ | --------- |  |  |  |  |  |  |  |  |  |  |  | --- |  | ----- | ---- |
| 1967 | 500    | Matchless |  |  |  |  |  |  |  |  |  |  |  | Rit |  | 0     |      |

| 1974 | Classe | Moto     |     |  |  |     |  |  |  |  |  |  |    |    |  | Punti | Pos. |
| ---- | ------ | -------- | --- |  |  | --- |  |  |  |  |  |  | -- | -- |  | ----- | ---- |
| 1974 | 500    | Kawasaki | Rit |  |  | Rit |  |  |  |  |  |  | NE | NE |  | 0     |      |

| 1975 | Classe | Moto     |  |  |  |  |  |  |     |  |  |  |  |  |  | Punti | Pos. |
| ---- | ------ | -------- |  |  |  |  |  |  | --- |  |  |  |  |  |  | ----- | ---- |
| 1975 | 500    | Kawasaki |  |  |  |  |  |  | Rit |  |  |  |  |  |  | 0     |      |

| Legenda | 1º posto        | 2º posto            | 3º posto            | A punti      | Senza punti        | Grassetto – Pole position Corsivo – Giro più veloce |
| Legenda | Gara non valida | Non qual./Non part. | Ritirato/Non class. | Squalificato | '-' Dato non disp. | Grassetto – Pole position Corsivo – Giro più veloce |